# Isle of Wight/Sandown Airport
Isle of Wight/Sandown Airport är en flygplats i Storbritannien.   Den ligger i grevskapet Isle of Wight och riksdelen England, i den södra delen av landet, 120 km sydväst om huvudstaden London. Isle of Wight/Sandown Airport ligger 13 meter över havet. Den ligger på ön Isle of Wight.
Terrängen runt Isle of Wight/Sandown Airport är huvudsakligen platt, men söderut är den kuperad. Havet är nära Isle of Wight/Sandown Airport åt sydost.  Närmaste större samhälle är Portsmouth, 17,4 km norr om Isle of Wight/Sandown Airport. Trakten runt Isle of Wight/Sandown Airport består till största delen av jordbruksmark.